# Municipio de Lapile
El municipio de Lapile (en inglés: Lapile Township) es un municipio ubicado en el condado de Union en el estado estadounidense de Arkansas. En el año 2010 tenía una población de 2219 habitantes y una densidad poblacional de 7,05 personas por km².

## Geografía
El municipio de Lapile se encuentra ubicado en las coordenadas 33°3′29″N 92°15′53″O / 33.05806, -92.26472. Según la Oficina del Censo de los Estados Unidos, el municipio tiene una superficie total de 314.82 km², de la cual 295,55 km² corresponden a tierra firme y (6,12 %) 19,27 km² es agua.

## Demografía
Según el censo de 2010, había 2219 personas residiendo en el municipio de Lapile. La densidad de población era de 7,05 hab./km². De los 2219 habitantes, el municipio de Lapile estaba compuesto por el 47,36 % blancos, el 48,99 % eran afroamericanos, el 0,5 % eran amerindios, el 0,05 % eran asiáticos, el 1,89 % eran de otras razas y el 1,22 % eran de una mezcla de razas. Del total de la población el 3,11 % eran hispanos o latinos de cualquier raza.